# Сіціано
Сіціано (італ. Siziano) — муніципалітет в Італії, у регіоні Ломбардія,  провінція Павія.
Сіціано розташоване на відстані близько 470 км на північний захід від Рима, 17 км на південь від Мілана, 16 км на північ від Павії.
Населення — 5939 осіб (2014).
Щорічний фестиваль відбувається 9 вересня. Покровитель — святий Варфоломій.

## Демографія
Населення за роками:

Станом на 1 січня 2023 року в муніципалітеті офіційно проживало 576 іноземців з 48 країн, серед них 195 громадян країн Євросоюзу та 33 громадяни України.

## Сусідні муніципалітети
- Борнаско
- Карп'яно
- Лакк'ярелла
- Ландріано
- Локате-ді-Трьюльці
- П'єве-Емануеле
- Відігульфо